# Matrimonio igualitario en Sinaloa
El matrimonio entre personas del mismo sexo es legal en Sinaloa desde el 30 de junio de 2021. El 12 de junio de 2021, un tribunal federal ordenó al Congreso de Sinaloa aprobar una ley sobre matrimonio entre personas del mismo sexo antes del 15 de junio, de conformidad con la jurisprudencia establecida por la Suprema Corte de Justicia de la Nación. Posteriormente, el 15 de junio el Congreso aprobó por unanimidad una legislación sobre el matrimonio entre personas del mismo sexo. Se publicó en el diario oficial del estado el 29 de junio y entró en vigor al día siguiente, convirtiendo a Sinaloa en el vigésimo estado mexicano en legalizar el matrimonio entre personas del mismo sexo.

## Estatus legal

### Antecedentes
En enero de 2013 se modificó el Código de Familia del estado para limitar el matrimonio y la convivencia a parejas heterosexuales. Se interpusieron tres recursos para impugnar los cambios, pero fueron desestimados. El 2 de septiembre de 2014 la diputada Sandra Yudit Lara Díaz, del Partido Revolucionario Institucional (PRI), presentó un proyecto de ley para reformar los artículos 40 y 165 del Código de Familia para legalizar el matrimonio entre personas del mismo sexo en Sinaloa. El artículo 40 describía el matrimonio como la "unión de un hombre y una mujer" y el artículo 165 definía de manera similar el concubinato como entre "un hombre y una mujer". En febrero de 2015, el conservador Partido Acción Nacional (PAN) presentó un proyecto de ley sobre unión civil, que fue criticado por organizaciones LGBT porque habría prohibido a los hijos de parejas del mismo sexo residir con sus padres. Tanto este proyecto de ley como la medida presentada por Lara Díaz no fueron votados, enfrentando años de retraso y permanencia en el Congreso.
El 12 de julio de 2013, el juez Teddy Abraham Torres López del Séptimo Juzgado de Distrito en Los Mochis concedió un recurso de amparo a una pareja del mismo sexo que buscaba casarse, dictaminando que el Congreso de Sinaloa debe cumplir con las obligaciones constitucionales de igualdad y no discriminación. El caso fue apelado ante la Suprema Corte de Justicia de la Nación, la cual falló en contra del Estado de Sinaloa el 15 de abril de 2015. El 24 de septiembre de 2014, la Suprema Corte concedió 3 amparos solicitados en Culiacán y declaró inconstitucionales los artículos 40 y 165 del Código de Familia. A mediados de octubre de 2014, 70 mazatlanenses interpusieron un amparo por el derecho al matrimonio entre personas del mismo sexo en el Noveno Juzgado de Distrito. En marzo de 2016, la Primera Sala de la Suprema Corte de Justicia de México declaró inconstitucionales los artículos 40 y 165 cuando falló en contra del estado en dos recursos que impugnaban sentencias anteriores a favor de varias parejas del mismo sexo. Otro amparo fue concedido a una pareja masculina del mismo sexo de El Fuerte en enero de 2017.
El 23 de noviembre de 2014 la Suprema Corte dictaminó que la ley de Sinaloa que limitaba el concubinato a parejas heterosexuales era inconstitucional. Esta decisión se produjo en respuesta a un amparo solicitado por una pareja de lesbianas.

### Acción legislativa
El 25 de noviembre de 2016 la Suprema Corte de México dictaminó que la prohibición del matrimonio entre personas del mismo sexo en Sinaloa violaba los artículos 1 y 4 de la Constitución de México. Los funcionarios estatales se negaron a acatar la decisión y continuaron haciendo cumplir la discriminatoria prohibición estatal del matrimonio entre personas del mismo sexo. El 15 de mayo de 2018, aproximadamente 17 meses después, la Suprema Corte ordenó al estado legalizar el matrimonio entre personas del mismo sexo en un plazo de 90 días o enfrentar consecuencias no especificadas; sin embargo, ese plazo también pasó sin que el estado legalizara el matrimonio entre personas del mismo sexo. El 19 de junio de 2019, el Congreso estatal rechazó la legislación sobre el matrimonio entre personas del mismo sexo por 20 votos contra 18, incluidos seis legisladores del Movimiento de Regeneración Nacional (Morena) que votaron en contra, a pesar de haber sido elegidos sobre una plataforma partidaria que apoyaba el matrimonio entre personas del mismo sexo.
El 12 de junio de 2021, un tribunal federal ordenó al Congreso de Sinaloa legalizar el matrimonio entre personas del mismo sexo en un plazo de tres días, y cualquier legislador que votara en contra del proyecto de ley sería declarado culpable de desacato al tribunal y no podría postularse ni ocupar un cargo durante siete años. El 15 de junio de 2021 el Congreso votó 23 a 0 para aprobar un proyecto de ley que legalizaba el matrimonio entre personas del mismo sexo, y todos los disidentes se declararon ausentes de la votación, que tuvo el siguiente resultado:
| Partido político                     | Miembros | Sí | No | Abstención | Ausentes |
| ------------------------------------ | -------- | -- | -- | ---------- | -------- |
| Movimiento de Regeneración Nacional  | 21       | 18 |    |            | 3        |
| Partido Revolucionario Institucional | 8        |    |    |            | 8        |
| Partido del Trabajo                  | 5        | 2  |    |            | 3        |
| Partido Acción Nacional              | 2        |    |    |            | 2        |
| Independiente                        | 2        | 1  |    |            | 1        |
| Partido Sinaloense                   | 1        | 1  |    |            |          |
| Partido Encuentro Social             | 1        | 1  |    |            |          |
| Total                                | 40       | 23 | 0  | 0          | 17       |

Posteriormente, el gobernador Quirino Ordaz Coppel promulgó el proyecto de ley y se publicó en el Diario Oficial el 29 de junio. La ley entró en vigor el 30 de junio y el primer matrimonio entre personas del mismo sexo en virtud de la nueva ley se produjo en Culiacán el 9 de julio entre Janeth Guadalupe Corral Tapia y María de Jesús Cabanillas González.
Se modificó el artículo 40 del Código de Familia para quedar como sigue:

El matrimonio es una institución por medio de la cual se establece la unión voluntaria y jurídica de dos personas, con igualdad de derechos, deberes y obligaciones, en la que ambos se procuran respeto y ayuda mutua.

## Estadísticas
La siguiente tabla muestra el número de matrimonios entre personas del mismo sexo realizados en Sinaloa desde 2021 según lo reportado por el Instituto Nacional de Estadística y Geografía.
| Año  | Mismo sexo | Mismo sexo | Mismo sexo | Distinto sexo | Total  | % mismo sexo |
| Año  | Femenino   | Masculino  | Total      | Distinto sexo | Total  | % mismo sexo |
| ---- | ---------- | ---------- | ---------- | ------------- | ------ | ------------ |
| 2021 | 21         | 11         | 32         | 15 740        | 15 772 | 0.20%        |

## Opinión pública
Según una encuesta de 2018 del Instituto Nacional de Estadística y Geografía, el 38% de la población de Sinaloa se oponía al matrimonio entre personas del mismo sexo.